# 南宁轨道交通
南宁轨道交通是中华人民共和国广西壮族自治区首府南宁市的城市轨道交通系统。
南宁轨道交通的构想始于2000年代。2002年，南宁开展城市轨道交通建设的前期研究，至2010年7月，经国务院批准，发改委正式批复该项目的近期建设规划，并开始进行其实质性的建设。南宁是中国首个建设轨道交通的自治区首府。
2016年6月28日南宁轨道交通1号线东段开通，南宁轨道交通正式开始运营。截至2021年12月，南宁轨道交通运营线路共有5条（1号线、2号线、3号线一期、4号线一期首通段、5号线一期），全长127.9公里，设站104座，另外还有8条线路处于规划阶段。南宁轨道交通由国有企业南宁轨道交通有限责任公司建设和运营。

## 历史

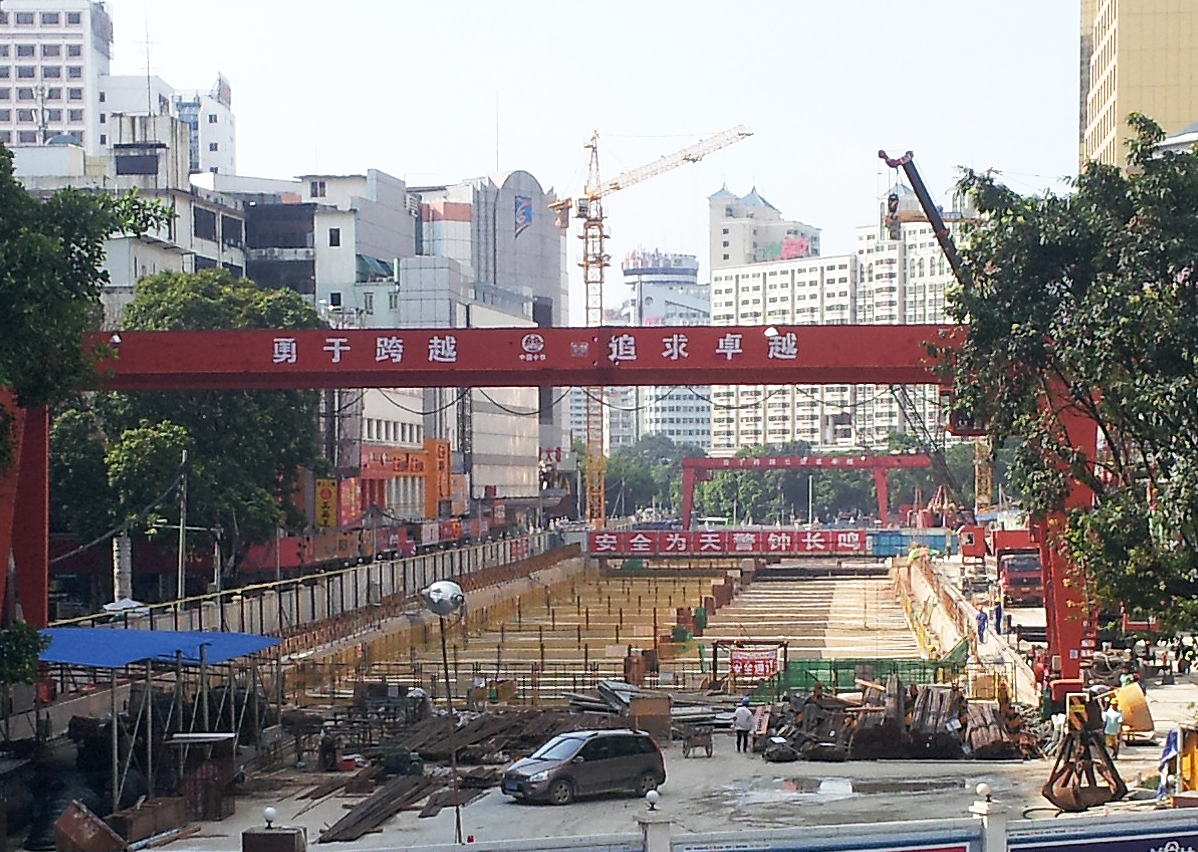
2014年朝阳广场站施工现场

### 初期规划
南宁市委、市政府決定要在南宁兴建城市轨道交通系统的原因是为了改善当地的交通、减少废气排放、推动社会经济发展及城区规划建设、并解决交通挤塞的问题。南宁轨道交通项目的前期研究在2002年开始，而项目的前期工作则在2005年年底正式启动。当局还设立了“南宁轨道交通建设项目领导小组”，负责轨道交通建设工程的筹备工作，小组以下还设有办公室，专门负责该项目的前期工程和建设筹备工作。
当局在2006年2月11日初步完成南宁轨道交通线路规划的编制，并于2006年和2008年召开多次评审会和咨询会，评估线网规划的成果。南宁轨道交通有限责任公司也在2008年获批准组建，并于同年完成工商注册、确立下属的专责部门、指定人事安排；另外南宁轨道交通的建设指挥部也在9月召开第一次会议。
住房和城乡建设部和广西壮族自治区建设厅在2009年1月对南宁轨道交通的建设规划进行评审，其后南宁轨道交通1号线第一期工程设计咨询合约的签约仪式也在2009年2月举行。南宁轨道交通有限责任公司亦在此时正式揭牌，同时轨道交通1号线多个标段也开始进行初步的地质勘探，勘探地点包括了民族大道。
2010年7月2号，经国务院批准，发改委正式批复南宁轨道交通项目的近期建设规划。

### 第一轮建设
《南宁市城市轨道交通建设规划（2009年－2015年）》提出兴建的两条线路——南宁轨道交通1号线和2号线先后在2011年12月29日和2013年12月31日正式动工。然而，实际上1号线的试验段工程——大学－明秀路口综合交通工程已经在2009年2月启动，并于2010年6月进入主体施工阶段。1号线东段（南湖站－火车东站）在2016年6月28日开始载客试运营，而西段（石埠站－麻村站）也在同年12月28日开通运营。这条线路的开通令南宁成为中国第一个拥有地铁线路的自治区首府。2号线则在2017年12月28日开始载客试运营。

### 第二轮建设
南宁市第二轮轨道交通建设规划在2013年完成草拟，至2015年1月获得国务院批复。第二轮建设规划的年限为2015年至2021年，包含2号线东延段、3号线一期、4号线一期和5号线一期工程，长约75.1公里，计划投资529.37亿元。建成后，南宁轨道交通将拥有5条运营线路，形成总长128.2公里的线网。其中，3号线一期的试验站点——庆歌路站已经在2014年12月28日开工，其余站点亦从2015年7月起陆续开工，至2019年6月6日开通试运营。4号线一期首通段、2号线东延段先后于2015年12月和2016年6月开工，至2020年11月23日开通试运营。5号线一期工程于2017年9月开工，至2021年12月16日开通。

### 第三轮建设
南宁市第三轮轨道交通建设规划在2022年获得国家发改委批复。第三轮建设规划的年限为2022年至2027年，已知线路包括1号线北延线、5号线南、北延长段和6号线一期。

## 运营

### 线路

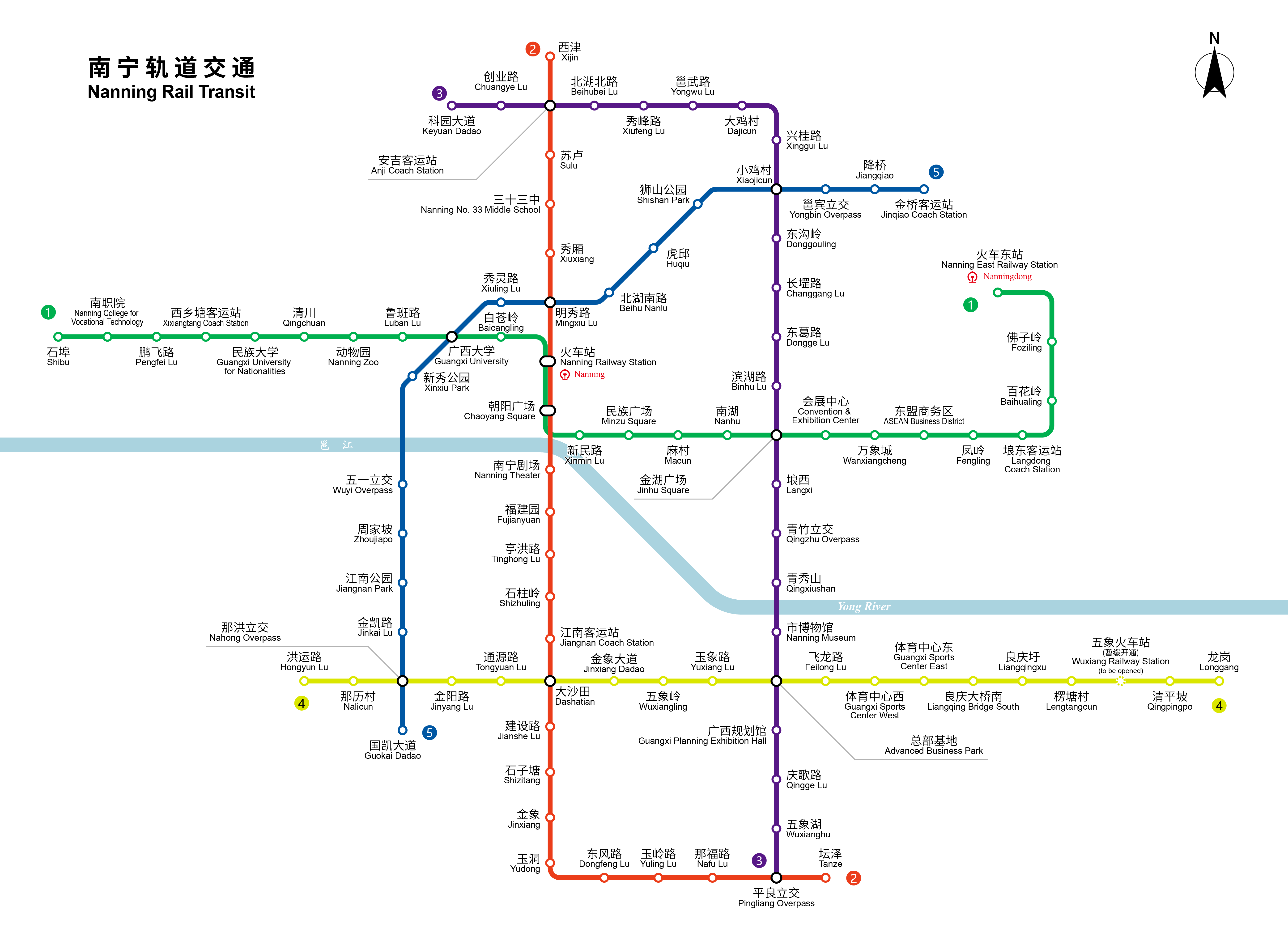
南宁地铁线路示意图

| 标志色／线路名 | 标志色／线路名 | 通车日期       | 最近延伸日期   | 起讫站点 | 起讫站点   | 车站数 | 长度（公里） | 车辆段／停车场          | 控制中心     |
| -------------- | -------------- | -------------- | -------------- | -------- | ---------- | ------ | ------------ | ----------------------- | ------------ |
|                | █ 1号线        | 2016年6月28日  | 2016年12月28日 | 石埠     | 火车东站   | 25     | 31.6         | 西乡塘停车场 屯里车辆段 | 屯里控制中心 |
|                | █ 2号线        | 2017年12月28日 | 2020年11月23日 | 西津     | 坛泽       | 23     | 27.5         | 安吉综合基地 新村停车场 | 屯里控制中心 |
|                | █ 3号线        | 2019年6月6日   | —              | 科园大道 | 平良立交   | 23     | 27.9         | 心圩车辆段 新村停车场   | 屯里控制中心 |
|                | █ 4号线        | 2020年11月23日 | —              | 洪运路   | 楞塘村     | 16     | 20.7         | 五象车辆段              | 屯里控制中心 |
|                | █ 5号线        | 2021年12月16日 | —              | 国凯大道 | 金桥客运站 | 17     | 20.2         | 那洪车辆基地            | 屯里控制中心 |

### 服务设施

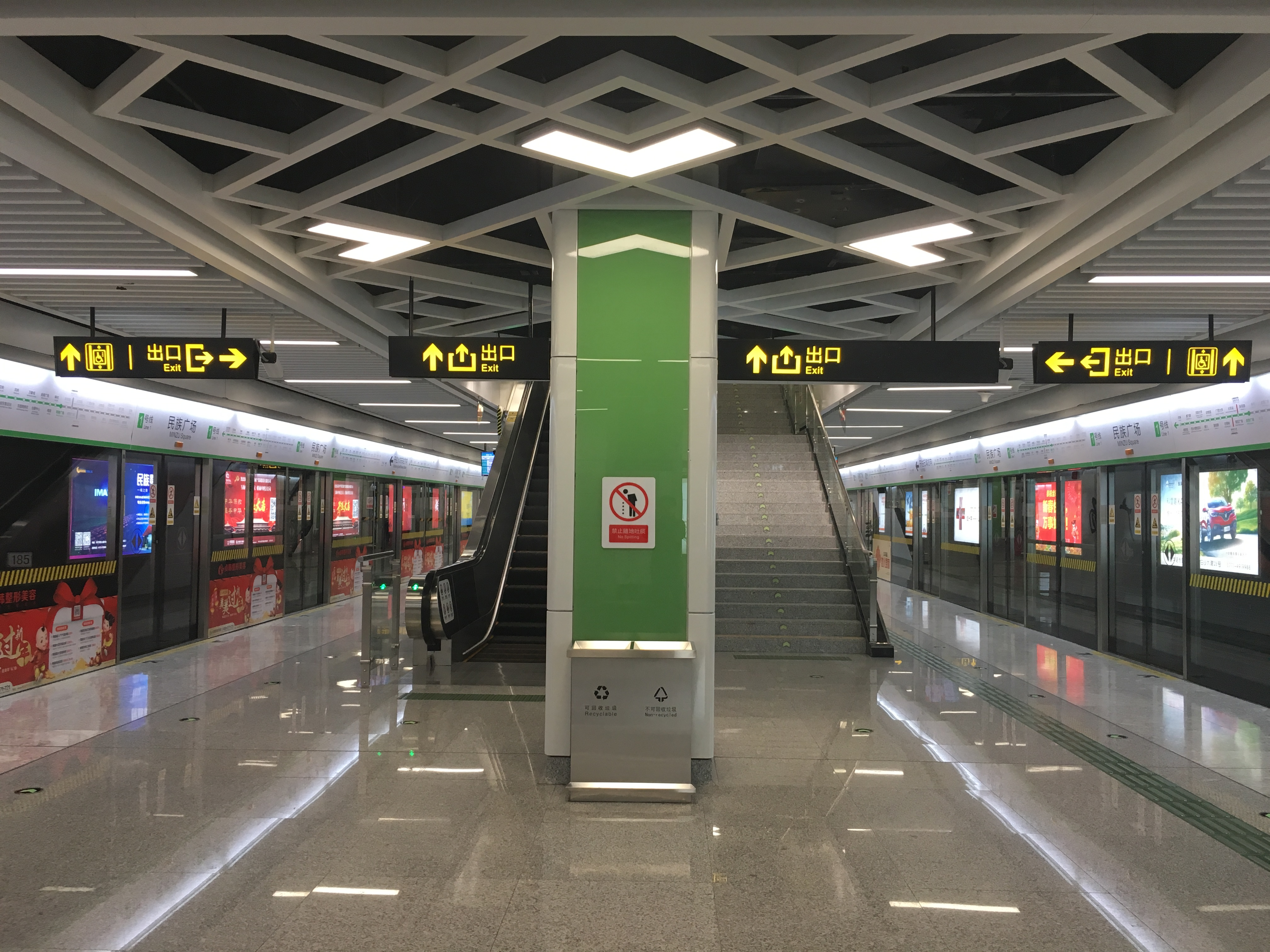
南宁轨道交通民族广场站站台

已通车的1、2、3、4、5号线均为地下线。当中1号线工程兼顾了人防需要，平时地铁线将以交通运输为主要功能，但在战时功能将改为疏散人员、储备生活物资和掩护紧急人员。车站都设有中央空调系统、自动售票机、检票机、客服中心、乘客讯息系统和洗手间等设施，也设有电梯、电扶梯，方便乘客进出。南宁轨道交通全线已开通移动2G、4G网络，3号线部分站点和4、5号线全线亦已开通5G网络。

### 运营时间
1、2、3、4、5号线的运营服务时间为上午6时30分至下午11时，运营方也会在特殊时段视乎需要考虑是否把运营时间逐步延长。
自2021年4月10日起，1号线开行大、小交路套跑。小交路运行区间原为火车东站至广西大学站，自2022年10月10日起延长到西乡塘客运站。工作日早、晚高峰时段（早上7時30分至9時、晚上5時30分至7時30分）混合开行间隔分别为3.5分钟的小交路和7分钟的大交路，平峰时段仅开行火车东站至石埠站的单一大交路，间隔维持7分钟；双休日仅开行单一交路，低峰（早上6時30分至11時）行车间隔为7分钟，高峰时段（早上11時30分至晚上8時）5分钟，平峰时段（晚上8時至11時）6分钟。大、小交路套跑可以在列车数量有限的情况下压缩行车间隔，提高列车运能，降低列车满载率和繁忙区段（朝阳广场站－会展中心站）的拥挤情况。
2、3号线工作日早、晚高峰时段行车间隔为5分钟，周末高峰（下午12时至晚上11時）时段行车间隔为7分钟，平峰行车间隔为8分钟；4、5号线目前的全天行车间隔均为8分钟。

### 车种
南宁轨道交通全线网采用 DC 1500 V 架空接触网供电制式，所用列车均为4动2拖6节编组的B型地铁车辆（其中5号线列车为无人驾驶列车），设计最高速度 80 km/h；列车的车门上方设有动态地图（多数列车）或LED闪灯图（仅1号线一期列车），车厢连接处设有LED走字屏。此外，列车的牵引电机由中车永济电机（1、2、4号线）或中车株洲电机（3、5号线）提供，牵引逆变器和辅助电源由株洲中车时代电气提供，制动系统由克诺尔（1、3、4、5号线）或铁科院（2号线）提供。
| 名称            | 名称            | 主題色 | 制造商   | 数量   | 定员       | 牵引电机                                        | 牵引逆变器             | 制动系统                                    | 参考资料                    |
| --------------- | --------------- | ------ | -------- | ------ | ---------- | ----------------------------------------------- | ---------------------- | ------------------------------------------- | --------------------------- |
|                 | █ 1号线一期列车 | 青秀绿 | 中车株机 | 30列   | 1460人     | YJ-260B                                         | t Power-TN3 (JP2)      | EP-2002                                     | [ 45 ] [ 46 ] [ 47 ]        |
| 1号线增购列车   | 19列            | 青秀绿 | 中车株机 | 1258人 | YJ-260B-X7 | t Power-TN3 (UR1/JP47)                          | [ 45 ] [ 48 ] [ 49 ]   | EP-2002                                     |                             |
|                 | █ 2号线一期列车 | 朱槿红 | 中车株机 | 21列   | 1460人     | YJ-260B-X1 无速度传感器 YJ-260B-X2 带速度传感器 | t Power-TN3 (UR1/JP10) | EP-09G (TKQ602Z-BC01) EP-09S (TKQ602Z-BC02) | [ 45 ] [ 50 ] [ 51 ] [ 52 ] |
| 2号线东延段列车 | 7列             | 朱槿红 | 中车株机 |        | 1460人     | YJ-260B-X1 无速度传感器 YJ-260B-X2 带速度传感器 | t Power-TN3 (UR1/JP10) | EP-09G (TKQ602Z-BC01) EP-09S (TKQ602Z-BC02) | [ 45 ] [ 50 ] [ 51 ] [ 52 ] |
|                 | █ 3号线列车     | 锦绣紫 | 中车株机 | 28列   | 1470人     | YQ-190-8J 带速度传感器 YQ-190-8K 无速度传感器   | t Power-TN3 (UR1/JP25) | EP-2002                                     | [ 45 ] [ 53 ] [ 54 ]        |
|                 | █ 4号线列车     | 八桂黄 | 南宁中车 | 25列   | 1462人     | YJ-260B-X5 带速度传感器 YJ-260B-X6 无速度传感器 | t Power-TN3 (UR1/JP25) | EP-2002                                     | [ 45 ] [ 44 ] [ 55 ]        |
|                 | █ 5号线列车     | 邕水蓝 | 南宁中车 | 24列   | 1464人     | YQ-190-8S 带速度传感器 YQ-190-8T 无速度传感器   | t Power-TN30           | EP-2002                                     | [ 21 ] [ 45 ]               |

### 使用语言
自2016年开通以來，南宁轨道交通的导向系统和语音系统均使用普通话和英语。初期运营方曾在回应当地网民提问时，表示南宁轨道交通暂时不会使用壮语、粤语（南宁白话）等地方语言播报，原因包括站距过短、普通话和英语更符合南宁形象等。直至2017年，出于保护语言文化、满足乘客出行体验两个因素，运营方曾计划在2号线试行南宁白话播报，后来却因为未得到上级部门同意而作罢。截至2017年，运营方仍然无意采用壮语报站，不过南宁轨道交通各车站的引导立柱、进站入口标识和站牌都设有壮文标识，运营方还训练了一批掌握交际壮语的工作人员，服务于使用壮语的乘客。

## 未来扩展
南宁轨道交通计划兴建的线路
| 线路名     | 线路名                | 起点站/终点站 | 起点站/终点站 | 车站数 | 长度（公里） | 参考资料 |
| 施工中     | 施工中                | 施工中        | 施工中        | 施工中 | 施工中       | 施工中   |
| ---------- | --------------------- | ------------- | ------------- | ------ | ------------ | -------- |
|            | █ 4号线一期工程后通段 | 楞塘村        | 龙岗          | 3      | ?            | [ 61 ]   |
|            | █ 6号线一期工程       | 石埠南        | 天池山        | 21     | 27.9         | [ 62 ]   |
| 2021年规划 |                       |               |               |        |              |          |
|            | █ 1号线北延           | 火车东站      | 金桥客运站    | ?      | 4.4          | [ 63 ]   |
|            | █ 2号线东延           | 坛泽          | 仁信路        | ?      | 12           | [ 63 ]   |
|            | █ 3号线南延           | 平良立交      | 那马          | ?      | 12.7         | [ 63 ]   |
|            | █ 4号线北延           | 罗文大道      | 洪运路        | ?      | 23.9         | [ 63 ]   |
|            | █ 4号线东延           | 龙岗          | 那莲大道      | ?      | 23.9         | [ 63 ]   |
|            | █ 5号线南延           | 那丹          | 国凯大道      | ?      | 18.5         | [ 63 ]   |
|            | █ 5号线北延           | 金桥客运站    | 四塘          | ?      | 18.5         | [ 63 ]   |
|            | █ 6号线东延           | 天池山        | 六律          | ?      | ?            | [ 63 ]   |
|            | █ 7号线               | 高安路        | 派晓          | ?      | 45.3         | [ 63 ]   |
|            | █ 8号线               | 下灵          | 林科院南      | ?      | 44.7         | [ 63 ]   |
|            | S0线                  | 环线          | 环线          | ?      | 43.9         | [ 63 ]   |
|            | S1线                  | 吴圩机场      | 那夏坡        | ?      | 51.4         | [ 63 ]   |
|            | S2线                  | 火车站        | 完美世界      | ?      | 61.7         | [ 63 ]   |
|            | S3线                  | 五象火车站    | 六景          | ?      | 58           | [ 63 ]   |
|            | S4线                  | 大塘          | 五象火车站    | ?      | 47.2         | [ 63 ]   |

### 4号线
4号线大致呈东西走向，分两期施工。一期工程中，受五象站选址问题影响，楞塘村至龙岗段（共3站）暫未開通。未来该线还会向西北延伸到相思湖北路站。

### 6号线
6号线呈东西走向，一期工程线路为三津—天池山段，全长27.9公里，全线设于地下，设站21座（包括11个换乘站），途经江南组团、老城组团、青秀组团、仙葫等地，横跨邕江。本项目属于第三轮建设规划的一部分，已于2022年获国家发改委批复，其中华南城东站已于2022年10月开工，全线则于2023年12月26日开工，预计2028年通车试运营。

### S1线
S1线即原机场线，原计划为地铁线，后改为市域铁路，列车目标时速为120公里。该线起于南宁吴圩国际机场，沿机场进场路、南崇铁路、友谊路、邕南鐵路（南环线铁路走廊）、月湖路兴建，止于玉洞站（可换乘2号线），全长约23公里，设站5座（包括2个换乘站），车辆段1座。广西发改委已于2020年2月同意实施本项目。原预计于2021年12月开工，至2024年12月通车，但因相关规划未获国家发改委批复而延迟执行。

### S2线
S2线即原武鸣线，原计划为地铁线，后改为市域铁路，全长53公里，设站13座（包括10座高架站、1座地面站、2座地下站、其中1站为换乘站）。原预计于2022年12月开工，至2025年12月通车，但因相关规划未获国家发改委批复而延迟执行。

### 其他
《南宁市城市轨道交通线网规划（2020-2035）》已于2021年中获南宁市人民政府批复。规划建议新建3条“普线”，5条“快线”，最终形成全长592.6公里，设站307座（换乘站147座）的轨道交通线网。现有／在建线路均将进行延伸工程，这些线路将与拟建的6、7、8号线和S0线一起服务城市主、副中心区。S0线为环线，途经南宁站、南宁东站和五象站，其他“快线”则连接主城区和各个新城区。“快线”部分路段为高架线。

## 票务
| 南宁轨道交通单程票票价示意表         | 南宁轨道交通单程票票价示意表 | 南宁轨道交通单程票票价示意表 | 南宁轨道交通单程票票价示意表 | 南宁轨道交通单程票票价示意表 | 南宁轨道交通单程票票价示意表 | 南宁轨道交通单程票票价示意表 |
| ------------------------------------ | ---------------------------- | ---------------------------- | ---------------------------- | ---------------------------- | ---------------------------- | ---------------------------- |
| 路程（公里）                         | 0~6                          | 6~12                         | 12~18                        | 18~26                        | 26~34                        |                              |
| 單程票（人民币：元）                 | 2                            | 3                            | 4                            | 5                            | 6                            |                              |
| 普通市民卡、交通联合卡（人民币：元） | 1.8                          | 2.7                          | 3.6                          | 4.5                          | 5.4                          |                              |

南宁轨道交通车站分为付费区和非付费区，运营单位会使用闸机收集车费。车站设有自动购票机，乘客可以使用南宁市民卡、支付宝、微信支付或现金购买单程票。乘客可以使用南宁市民卡、各地交通联合卡、单程票、手机应用程序“南宁轨道交通”的“二维码乘车”及“全态识别”功能、手机应用程序“爱南宁”的“一码通城”功能进闸乘坐南宁轨道交通。
南宁轨道交通票价政策在2016年1月28日由南宁市物价局、交通运输局制定，起步价为人民币2元，适用范围为首6公里；超出6公里之后，票价将根据“递远递减，里程分段累进计价”的原则，按照乘坐距离逐步增加：6公里至18公里范围内，每6公里为一个里程计价段，加收1元，18公里至34公里范围内，每8公里为一个里程计价段，加收1元，超過34公里，每10公里为一个里程计价段，加收1元。。
使用南宁市民卡、交通联合卡刷卡乘坐地铁可享受9折优惠，乘坐南宁公交后90分钟内持市民卡、“南宁轨道交通”账户、“爱南宁”账户进站者享受5折优惠；持学生优惠卡进站享受单程票价5折优惠。南宁市65-69岁老人持老龄卡进站可享受单程票价5折优惠；南宁市70岁以上持高龄卡老人进站在上下班高峰期可享受单程票价5折优惠，非高峰时间可免费乘车。每位成年人则可携带1名身高1.3米以下的儿童乘坐地铁。視力殘疾人、肢體殘疾人、殘疾程度達到一級、二級的殘疾人可免费乘坐地铁，其它持有效证件的残障人士可享受单程票价5折优惠。殉职／病故军、烈士遗属、伤残军人、因公致残警察、现役军人等人士可免费乘坐地铁。
南宁轨道交通采用蓝色的代币式单程票，有效时限为120分钟，乘客如果未能在时限结束前出站，就必须交付最高车费。
截至2021年12月，南宁轨道交通票价最高为7元。